# روبي ميرسير
روبي ميرسير هي كاتِبة ومغنية ومغنية أوبرا وصحفية كندية، ولدت في 26 يوليو 1906 في أثينس في الولايات المتحدة، وتوفيت في 26 يناير 1999 في تورونتو في كندا.

## وصلات خارجية
- روبي ميرسير على موقع قاعدة بيانات برودواي على الإنترنت (الإنجليزية)